# Rapture (Star Trek: Deep Space Nine)
"Rapture" és el desè episodi de la cinquena temporada de la sèrie de televisió de ciència-ficció estatunidenca Star Trek: Deep Space Nine, el 108è de tota la sèrie. Originalment es van emetre en redifusió a partir del 30 de desembre de 1996. L'episodi va ser dirigit per Jonathan West i el guió fou escrit per Hans Beimler. La seva estrena va ser vista per 5,8 milions de persones.
Ambientada al segle XXIV, la sèrie segueix les aventures a Espai Profund 9, una estació espacial situada prop d'un forat de cuc estable entre els Quadrants Alfa i Gamma de la Via Làctia, prop del planeta Bajor, mentre els bajorans es recuperen d'una brutal ocupació de dècades pels imperialistes cardassians. El Quadrant Gamma acull un imperi hostil conegut com el Domini, governat pels Fundadors que canvien de forma. A les temporades mitjanes de la sèrie, la Federació està amenaçada tant per l'Imperi Klíngon com pel Domini. En aquest episodi, mentre Bajor es prepara per unir-se a la Federació Unida de Planetes, Sisko experimenta visions dels Profetes que li permeten descobrir una ciutat bajorana perduda; mentrestant, la xicota de Sisko, Kasidy Yates, és alliberada de la presó.
Aquest episodi presenta les estrelles convidades Penny Johnson Jerald i Louise Fletcher en els seus papers recurrents de Kasidy Yates i la líder espiritual bajorana Kai Winn; Ernest Perry Jr. també és una estrella convidada com a almirall Whatley de la Federació. És el primer episodi que presenta el nou disseny dels uniformes de la Flota Estel·lar introduït a la pel·lícula Star Trek: First Contact, que s'havia estrenat un mes abans de l'emissió d'aquest episodi.

## Argument
Quan Sisko veu una pintura que representa B'hala, la llegendària ciutat perduda de Bajor, s'inspira a buscar el lloc sagrat. La pintura representa un obelisc que, segons la llegenda, marcava les coordenades de la ciutat. Sisko recrea l'obelisc en una holosuite per intentar determinar quines podrien ser les marques ocultes. Un curtcircuit al sistema de l'holosuite el deixa breument inconscient. Dr. Bashir li diu a Sisko que el seu cervell s'ha sobrecarregat i que els seus sentits es veuran reforçats durant uns dies; l'adverteix que torni a la infermeria si experimenta algun efecte secundari. Durant el sopar, Sisko, distretament, talla la fruita en formes que s'adona que són les marques que falten a l'obelisc.
Mentrestant, Sisko rep la notícia que Bajor ha estat acceptat a la Federació i que la cerimònia de signatura se celebrarà a Espai Profund 9.
De tornada a l'holosuite, Sisko té una visió de B'hala, durant la qual entén breument tota la història de Bajor i pot veure el seu futur. Aviat, Kasidy Yates és alliberada de la presó i Sisko li diu que ha localitzat B'hala i la convida a acompanyar-lo a Bajor per trobar-la. A Bajor, Sisko pateix un dolorós mal de cap, però aviat porta Kasidy a les ruïnes de B'hala.
Els bajorans consideren el descobriment de Sisko com un miracle i, per als escèptics, la confirmació que ell realment és l'Emissari. Quan Sisko arriba a casa, sembla que té poders psíquics; té una visió d'un eixam de llagostes que passen per Bajor i ataquen Cardàssia. Bashir determina que els mals de cap de Sisko posen en perill la seva vida i demana operar-lo immediatament. Sisko s'hi nega, sense voler posar fi a les seves visions. Amb l'ajuda de Kai Winn, consulta l'Orb místic de la Profecia.
La cerimònia d'admissió de Bajor a la Federació comença sense Sisko. Sisko irromp, dèbil i adolorit, i adverteix que si Bajor s'uneix a la Federació ara, serà destruïda. Els bajorans voten ajornar la seva unió a la Federació.
Sisko és portat a la infermeria, on Bashir informa que ha d'operar immediatament per salvar la seva vida. Com que el mateix Sisko va rebutjar l'operació, el seu fill Jake, com a parent més proper, ha de decidir el destí del seu pare. Sense voler deixar morir el seu pare, Jake permet l'operació. Sisko es desperta angoixat per la pèrdua de les seves visions. Kasidy li recorda que, tot i que ha perdut alguna cosa molt important per a ell, el que va salvar (la seva vida amb el seu fill) és encara més preciós.

## Producció
- L'escena amb Sisko tallant formes al meló estava pensada com un homenatge a la famosa escena del puré de patata de la pel·lícula de Steven Spielberg de 1977 Encontres a la tercera fase.[2]
- Kasidy Yates torna després de sis mesos a la presó de la Federació, ja que el seu empresonament va tenir lloc a "For The Cause".
- La visió de Benjamin Sisko de "llagostes" dirigint-se a Cardàssia prediu correctament la unió de Cardassia amb el Domini hostil més tard a la temporada 5. L'advertència de Sisko que si Bajor s'unia a la Federació seria destruïda per les "llagostes" es refereix a Bajor, lliure de ser membre de la Federació, que podria signar un pacte de no agressió amb el Domini al final de la temporada 5 i així protegir-lo dels atacs durant les primeres etapes de la Guerra Federació-Domini.

## Recepció
Tor.com va donar a l'episodi un nou sobre deu.  Zack Handlen de The A.V. Club també el considera un bon episodi on el misticisme està prou fonamentat en termes pràctics per donar a la història un interès clar, tot lloant l'actuació d'Avery Brooks. Jamahl Epsicokhan el va considerar com "Un treball absolutament estel·lar sobre temes complexos."